# Gasteracantha curvispina
Gasteracantha curvispina är en spindelart som först beskrevs av Joseph Bénézet Xavier Guérin 1837.  Gasteracantha curvispina ingår i släktet Gasteracantha och familjen hjulspindlar. Inga underarter finns listade i Catalogue of Life.